# Odontobuthus
Genre
Odontobuthus est un genre de scorpions de la famille des Buthidae.

## Distribution
Les espèces de ce genre se rencontrent au Moyen-Orient et en Asie du Sud.

## Liste des espèces
Selon The Scorpion Files (20/02/2024) :
- Odontobuthus atherii (Amir & Kamaluddin, 2008)
- Odontobuthus baluchicus Barahoei, Prendini, Navidpour, Tahir, Aliabadian & Siahsarvie, 2021
- Odontobuthus bidentatus Lourenço & Pezier, 2002
- Odontobuthus brevidigitus Lowe, 2010
- Odontobuthus chabaharensis Barahoei, Prendini, Navidpour, Tahir, Aliabadian & Siahsarvie, 2021
- Odontobuthus doriae (Thorell, 1876)
- Odontobuthus kermanus Barahoei, Prendini, Navidpour, Tahir, Aliabadian & Siahsarvie, 2021
- Odontobuthus liaqatii (Amir & Kamaluddin, 2008)
- Odontobuthus odonturus (Pocock, 1897)
- Odontobuthus persicus Barahoei & Shahi, 2024
- Odontobuthus tavighiae Navidpour, Soleglad, Fet & Kovařík, 2013
- Odontobuthus tirgari Mirshamsi, Azghadi, Navidpour, Aliabadian & Kovařík, 2013

## Systématique et taxinomie
Ce genre a été décrit par Vachon en 1950 dans les Buthidae.

## Publication originale
- Vachon, 1950 : « Études sur les Scorpions III (suite). Description des Scorpions du Nord de l’Afrique. » Archives de l’Institut Pasteur d’Algérie, vol. 28, no 2, p. 152–216.